# Halowe Mistrzostwa Świata w Lekkoatletyce 1995 – sztafeta 4 × 400 m mężczyzn
Sztafeta 4 × 400 m mężczyzn – jedna z konkurencji rozgrywanych podczas halowych mistrzostw świata w lekkoatletyce w 1995. Zawody w tej konkurencji rozegrano 12 marca.
Udział w zawodach brały ekipy reprezentujące 4 państwa, w związku z czym rozegrano jedynie zawody finałowe – wygrała je reprezentacja Stanów Zjednoczonych, drugą pozycję zajęli zawodnicy z Włoch, trzecią zaś reprezentanci Japonii.

## Wyniki
| Miejsce | Zawodnicy                                                 | Państwo           | Wynik   | Uwagi |
| ------- | --------------------------------------------------------- | ----------------- | ------- | ----- |
| 01 !    | Rod Tolbert Calvin Davis Tod Long Frankie Atwater         | Stany Zjednoczone | 3:07,37 |       |
| 02 !    | Fabio Grossi Andrea Nuti Roberto Mazzoleni Ashraf Saber   | Włochy            | 3:09,12 |       |
| 03 !    | Masayoshi Kan Seiji Inagaki Tomonari Ono Hiroyuki Hayashi | Japonia           | 3:09,73 |       |
| 4.      | Guy Bullock Paul Slythe Mark Hylton Allyn Condon          | Wielka Brytania   | 3:10,89 |       |